# Philates proszynskii
Philates proszynskii là một loài nhện trong họ Salticidae.
Loài này thuộc chi Philates. Philates proszynskii được Marek Żabka miêu tả năm 1999.